# Lijst van burgemeesters van Ezinge
Dit is een lijst van burgemeesters van de voormalige Nederlandse gemeente Ezinge in de provincie Groningen. In 1990 is Ezinge met de gemeenten Adorp en Baflo opgegaan in de gemeente Winsum, die in 2019 opging in gemeente Het Hogeland.
| Ambtsperiode | Naam burgemeester             | Partij of stroming | Bijzonderheden                                                                          |
| ------------ | ----------------------------- | ------------------ | --------------------------------------------------------------------------------------- |
| 1811 - 1813  | Klaas Olferts Cleveringa      |                    |                                                                                         |
| 1813 - 1840  | Justus Bartholomeus Brouwers  |                    | ovl. 23 februari 1840                                                                   |
| 1840 - 1850  | Frans Douwes Franssens        |                    |                                                                                         |
| 1850 - 1853  | Gerrit Arend Arends           |                    |                                                                                         |
| 1854 - 1859  | mr. Georg Maurits Busmann     |                    | werd kantonrechter te Zuidhorn                                                          |
| 1859 - 1865  | Jacob Willem Fockens          |                    | werd burgemeester van Leek                                                              |
| 1865 - 1867  | Edsard Jacob Gelderman        |                    | werd burgemeester van Zuidhorn                                                          |
| 1867 - 1870  | Pieter Abraham de Rochefort   |                    | werd burgemeester van Leens                                                             |
| 1870 - 1876  | Tjalling Petrus Tresling      |                    | werd burgemeester van 't Zandt                                                          |
| 1876 - 1877  | Sikko Berent Drijber          |                    | werd burgemeester van Oostdongeradeel                                                   |
| 1877 - 1894  | Lucas Jacobus Stratingh       |                    | eerder burgemeester van Hoogkerk, overleden 27 juli 1894                                |
| 1894 - 1896  | Cornelis Johannes Cleveringa  |                    | overleden 27 november 1896                                                              |
| 1897 - 1934  | Lucas Wildervanck de Blécourt |                    | ovl. 5 september 1934                                                                   |
| 1935 - 1941  | Dirk Torensma                 |                    | werd burgemeester van Menaldumadeel                                                     |
| 1941 - 1946  | Hendrik Adam van der Zijl     |                    |                                                                                         |
| 1946 - 1967  | Hendrik Jan Scheffer          | PvdA               | na rapport commissie Tuin-Duker (1964) en jarenlange gemeentelijke onenigheid opgestapt |
| 1967 - 1968  | J.P. Miedema                  | ARP                | waarnemend, tevens burgemeester van Winsum                                              |
| 1968 - 1989  | H. Aukes                      | PvdA               | vanaf 1987 waarnemend                                                                   |

## zie ook
- Lijst van burgemeesters van Winsum